# Mahmud II
Mahmud II (ur. 20 lipca 1785 w Stambule, zm. 1 lipca 1839 tamże) – sułtan z dynastii Osmanów, panujący w latach 1808–1839. Syn sułtana Abdulhamida I.

## Życiorys
Mahmud II objął tron po detronizacji brata, konserwatywnego sułtana Mustafy IV. Był władcą energicznym i odważnym, kontynuował dzieło reformy państwa i imperium zapoczątkowane przez Selima III.
W 1826 r. Mahmud II w trakcie wydarzenia znanego jako Pomyślne Wydarzenie zlikwidował formację janczarów, co znacznie ułatwiło późniejsze reformy ustrojowe. Społeczność janczarów, konserwatywna i niegodząca się na żadne zmiany, była nieraz zagrożeniem dla sułtanów, zwłaszcza podążających za ideami modernizacji Turcji.
Następnie sułtan zniósł stworzony jeszcze w średniowieczu system timarów – lenn wojskowych – i związanych z nim formacji rycerstwa feudalnego – spahisów. Zlikwidował cła wewnętrzne i wprowadził wolność działalności gospodarczej. Sułtan zorganizował centralną administrację na wzór europejski. Dywan (radę sułtańską) i tradycyjne urzędy zastąpił Radą Państwa i ministerstwami. Rozpoczął też modernizację prawa tureckiego na wzór europejskich kodeksów. Za jego panowania powstały w imperium osmańskim pierwsze świeckie szkoły.
Symbolem zmian i dążenia do europeizacji imperium było wyprowadzenie się z pałacu Topkapı nad Bosforem. Mahmud II przywdział też strój europejski i nakazał uczynić to swoim poddanym.

Animacja przedstawiająca powstawanie tradycyjnej tugry Mahmud chan syn Abdülhamida zawsze zwycięski

Jednocześnie panowanie Mahmuda II upłynęło pod znakiem kryzysu Imperium Osmańskiego w południowo-wschodniej Europie i częściowo na Wschodzie. W 1815 r. pod naciskiem Rosjan sułtan musiał przyznać autonomię Serbii. W 1821 r. wybuchło powstanie w Grecji. Ingerencja mocarstw europejskich w sprawy greckie zakończyła się klęską w wojnie turecko-rosyjskiej, zawarciem pokoju w Adrianopolu i w następstwie gwarancją autonomii Grecji, później w wyniku konferencji londyńskiej powstaniem niepodległego państwa greckiego w 1830 r. Wtedy także Francuzi zajęli podlegającą dotąd sułtanowi Algierię. W 1831 r. Rosjanie przymusili pokonanych Turków do uznania autonomii Mołdawii i Wołoszczyzny.
Tymczasem w 1832 r. pasza Egiptu, formalny wasal sułtana, Muhammad Ali, wkroczył do Syrii i Azji Mniejszej. W bitwie pod Konyą pokonał wojska sułtańskie. W 1833 r. na żądanie mocarstw europejskich (Wielkiej Brytanii, Austrii i Francji) Mahmud II zawarł w Kutahya pokój z Muhammadem Alim. Na jego mocy pasza egipski otrzymał w dożywotnie władanie Cylicję, Syrię, Jordanię i Palestynę.
W 1833 r. Rosjanie zmusili sułtana do zawarcia z nimi układu w Hűnkâr Iskelesi. Stanowił on, że prawosławni mieszkańcy Imperium Osmańskiego zostaną objęci protektoratem cesarza rosyjskiego. Dawało to Rosji możliwość mieszania się w wewnętrzne sprawy Osmanów.
W 1839 r. Mahmud II bez powodzenia próbował odzyskać ziemie utracone na rzecz władcy Egiptu. Zmarł w czasie walk z Egipcjanami.